# We Cry
We Cry è una canzone del gruppo irlandese The Script, primo singolo estratto dall'album di debutto del gruppo.

## La canzone
We Cry è l'espressione intensa della battaglia quotidiana della vita che sa essere nel contempo desolante ed edificante. «Non emerge un grande senso di speranza dal brano, in fondo non per tutti la vita è piena di speranza», spiega il cantante nonché frontman, Danny. «Non per tutti esiste il lieto fine. Ma da tutto ciò che è andato storto nella nostra vita e nella vita degli altri, si leva un comune messaggio "Together We Cry". Finché saremo uniti troveremo il modo per condividere il fardello».

## Classifiche
| Classifica (2008) | Posizione massima |
| ----------------- | ----------------- |
| Irlanda           | 9                 |
| Italia            | 66                |
| Regno Unito       | 15                |
| Svezia            | 25                |